# Goda (re)
Goda (500 circa – Cagliari?, 533) è stato un funzionario vandalo, incaricato da Gelimero di governare in suo nome la Sardegna dall'inizio del 530 circa e che in seguito si ribellò, proclamandosi rex dell'isola.
La ribellione avvenne nella primavera del 533; il suo nome appare, nella forma "CVDA", su di una moneta, l'unica attribuibile al suo regno.

## Biografia
Non sappiamo nulla di certo su questo delegato barbaro, probabilmente di origine gotica, proclamatosi re della Sardegna. Le sue raffigurazioni monetali ci danno l'idea di un giovane imberbe con un naso pronunciato. Della sua vita privata non si sa nulla, mentre di quella pubblica ci è arrivata un'importante testimonianza grazie a un passo dello storico bizantino Procopio di Cesarea, il quale narra che durante il regno di Gelimero un certo Goda, un suo uomo fidato, ebbe l'incarico di amministrare la Sardegna, con l'impegno di versare al suo re un tributo annuale. 
Nella primavera del 533 Goda, incoraggiato e sostenuto dal popolo sardo, svincolò le sorti dell'isola da quelle del regno vandalo assumendo il titolo di "rex". Nello stesso periodo Goda avrebbe inviato una lettera a Giustiniano, dichiarando di essere disposto ad allearsi ad un sovrano giusto come lui e non ad un tiranno come Gelimero.
Entusiasta, l'imperatore predispose aiuti militari e inviò il suo governatore Eulogio con l'incarico di consegnare al re barbaro una sua lettera in cui si prometteva l'invio di una forza militare e di un comandante bizantino al suo comando, notizia quest'ultima per cui Goda dovette mandare una lettera di replica a Costantinopoli dicendo che di capi militari nell'isola bastava lui. Questa azione rappresenta uno dei pochi tentativi di creazione di un regime politico autonomo in Sardegna. Ma non si fece in tempo: nell'estate del 533 un esercito vandalo composto da 120 navi e 5.000 uomini giunse in Sardegna al comando di Zazo, fratello di Gelimero, e in breve tempo mise fine all'effimero regno sardo e al suo re che perse la vita presumibilmente nella battaglia che si svolse nelle vicinanze di Cagliari.
La ribellione sarda di Goda sarebbe stata fatale per il regno vandalo. Difatti, mentre il grosso delle forze barbariche era partito con Zazo alla volta della Sardegna, un'armata bizantina guidata da Belisario sbarcò a Caput Vada (odierna Chebba, in Tunisia), avendo ragione delle truppe vandale nella battaglia di Ad Decimum.